# 그랜드 슬램 트랙
| Event         | Record           | Athlete               | Nation            | Date           | Slam          | Ref   |
| ------------- | ---------------- | --------------------- | ----------------- | -------------- | ------------- | ----- |
| 100 m         | 10.07 (−1.3 m/s) | Kenny Bednarek (R)    | 미국              | 2025년 4월 4일 | 2025 Kingston | [ 1 ] |
| 200 m         | 19.86 (+1.7 m/s) | Jereem Richards (R)   | 트리니다드 토바고 | 2025년 5월 2일 | 2025 Miami    |       |
| 400 m         | 43.98            | Jacory Patterson (C)  | 미국              | 2025년 5월 3일 | 2025 Miami    |       |
| 800 m         | 1:43.69          | Marco Arop (R)        | 캐나다            | 2025년 5월 3일 | 2025 Miami    |       |
| 1500 m        | 3:34.51          | Josh Kerr (R)         | 영국              | 2025년 5월 2일 | 2025 Miami    |       |
| 3000 m        | 7:51.55          | Hagos Gebrhiwet (R)   | 에티오피아        | 2025년 4월 6일 | 2025 Kingston | [ 1 ] |
| 5000 m        | 14:39.14         | Grant Fisher (R)      | 미국              | 2025년 4월 4일 | 2025 Kingston | [ 1 ] |
| 110 m hurdles | 13.29 (+1.4 m/s) | Trey Cunningham (C)   | 미국              | 2025년 5월 3일 | 2025 Miami    |       |
| 400 m hurdles | 47.61            | Alison dos Santos (R) | 브라질            | 2025년 4월 4일 | 2025 Kingston | [ 1 ] |

그랜드 슬램 트랙은 2024년에 미국 전 올림픽 챔피언 단거리달리기 선수 마이클 존슨 이 처음 발표한 프로 육상 리그이다. 첫 번째 시즌은 현재 2025년 4월부터 6월까지 진행된다. 2024년 2월에 처음 발표된 이후, 리그 이름과 기타 세부 사항은 John Anderson 이 주최한 2024년 6월 로스앤젤레스 기자 회견에서 발표되었다.

## 개발
1990년대부터 그랜드 슬램 트랙에 대한 아이디어를 갖고 있었던 전 스프린터 마이클 존슨 은 2025년에 육상 리그를 출범시키겠다는 의사를 2024년 2월에 발표했다. 리그는 4월에서 9월 사이의 트랙 시즌 동안 일련의 이벤트를 포함할 것이라고 발표되었지만 이벤트는 결국 6월까지만 진행되었다. 존슨은 리그에 자금을 투자하고 있다고 보도되었다.
2024년 2월 리그 발표에는 대중의 육상 경기에 대한 인식을 높이고 촉진하며 4년마다 열리는 올림픽 경기 외에도 육상 경기를 홍보하려는 목적이 명시되어 있었다. 목표 중 하나는 육상 리그가 전 세계 선수들이 참여하는 다른 스포츠 리그와 유사해지도록 하는 것이다. 올림픽처럼 4년에 한 번씩 열리는 것과 달리 그랜드슬램 트랙 리그는 매년 4번씩 열린다.
2024년 5월, 전 중거리 주자 Kyle Merber는 자신이 레이싱 부문 수석 이사로 고용되었음을 확인했다. 올림픽 챔피언이자 전 단거리달리기 선수인 모로라케 아키노순이 2024년 9월에 선수 관계 책임자로 발표되었다.
2024년 6월 이벤트에 등록한 첫 선수 중에는 400m 허들 선수인 시드니 맥러플린-레브론(Sydney McLaughlin-Levrone) 과 2023년 세계 챔피언이자 2024년 1500m 올림픽 은메달리스트인 조쉬 커(Josh Kerr) 가 있다. 2024년 9월, 1500m에서 각각 2024년 올림픽 금메달과 동메달을 딴 Cole Hocker 와 Yared Nuguse가 리그에 합류한 것이 확인되었다. 이번 달에 스프린터 Kenny Bednarek 과 Fred Kerley 도 리그에 가입했다.
2024년 9월 13일 LetsRun.com 은 그랜드 슬램 트랙 경기 장소가 로스앤젤레스, 뉴욕시 , 킹스턴(자메이카), 버밍엄 에서 열리고 경기는 4월 2주와 5월 2주에 걸쳐 진행될 것이라고 보도했으며 아직 두 번째 소식통을 통해 해당 정보를 확인하지 못했다고 덧붙였다. 2024년 11월 그랜드슬램트랙은 킹스턴, 로스앤젤레스, 미라마, 필라델피아 등 4개 지역을 공식 발표했다.
2024년 12월 19일까지 2025년 시즌의 전체 레이서가 발표되었다. 명단에는 13명의 개인 세계 금메달리스트가 포함되었지만 주목할 만한 누락으로는 Noah Lyles 와 Sha'Carri Richardson이 있다.

## 개요
리그에는 4월부터 6월까지 시즌 동안 열리는 4개의 "슬램", 즉 만남이 있다. 각 슬램에는 남성과 여성을 위한 6가지 종목이 있으며, 그 내용은 아래와 같다. 각 이벤트 카테고리에는 주말 동안 경쟁자가 경쟁하게 될 두 가지 종목이 있다.
각 부문별로 총 8명의 경쟁자가 있다. 이 중 4명은 "그랜드 슬램 레이서"로, 시즌이 시작될 때 4개의 그랜드 슬램 대회의 출발 명단에 이름을 올린다. 각 슬램에 총 48명의 일관된 선수가 참가한다(남자와 여자 6개 부문에 4명의 레이서). 그들은 세계 랭킹과 공로를 바탕으로 선정되었으며, 세계 최고 수준에 속한다. 나머지 4명의 경쟁자는 "그랜드 슬램 챌린저"로, 떠오르는 신예 선수로, 다음 시즌 그랜드 슬램 레이서 자리를 노리고 있다. 챌린저스는 최근 성과와 잠재적인 대결을 기반으로 그랜드 슬램 이벤트마다 달라질 것이다.
1위부터 8위까지 각 종목별 점수는 다음과 같이 분배된다: 12, 8, 6, 5, 4, 3, 2, 1.  해당 카테고리의 두 종목에서 합산 점수가 가장 좋은 선수가 해당 대회의 우승자 또는 슬램 챔피언으로 간주된다. 동점일 경우, 두 선수 중 개인 순위가 가장 높은 선수가 그랜드슬램에서 우승하게 된다. 동점이 지속되면 가장 낮은 합산 시간이 동점자 결정에 사용된다.
시즌이 끝나면 4개 슬램에서 획득한 누적 포인트를 기준으로 남성 선수 1명과 여성 선수 1명이 "올해의 레이서"로 선정된다.
| 이벤트 카테고리 | 첫 번째 이벤트              | 두 번째 이벤트 |
| --------------- | --------------------------- | -------------- |
| 짧은 스프린트   | 100m                        | 200m           |
| 짧은 허들       | 100m 허들 (W) 110m 허들 (M) | 100m 평지      |
| 긴 스프린트     | 200m                        | 400m           |
| 긴 허들         | 400m 허들                   | 400m 평지      |
| 단거리          | 800m                        | 1500m          |
| 장거리          | 3000m                       | 5000m          |

### 상금
그랜드 슬램 트랙 리그는 선수가 해당 종목의 4개 슬램에서 모두 우승할 경우 단일 시즌에 40만 달러 이상을 획득할 수 있는 기회를 제공한다.
| 장소  | 슬램당 상금   |
| ----- | ------------- |
| 1위   | 10만 달러     |
| 2번째 | 5만 달러      |
| 3번째 | 3만 달러      |
| 4번째 | 25,000.00달러 |
| 5번째 | 2만 달러      |
| 6번째 | 15,000.00달러 |
| 7번째 | 12,500.00달러 |
| 8번째 | 10,000.00달러 |

### 방송
2025년 2월, 그랜드 슬램 트랙은 미국의 무선 네트워크 인 The CW 와 스트리밍 서비스 인 Peacock 과의 계약을 발표했다. 모든 이벤트는 Peacock에서 스트리밍되고, The CW에서는 주말 방송을 방영한다. Peacock을 소유한 모회사가 있는 NBC 도 하이라이트 스페셜을 방영한다.

## 에디션
리그는 2025년 데뷔 시즌에 앞서 2024년 6월에 공식 출범했다.
| 계절 | 정보             | 킹스턴 슬램                       | 마이애미 슬램                        | 필라델피아 슬램                 | 로스앤젤레스 슬램                     |
| ---- | ---------------- | --------------------------------- | ------------------------------------ | ------------------------------- | ------------------------------------- |
| 2025 | 장소, 도시, 국가 | 인디펜던스 파크, 킹스턴, 자메이카 | 안신 스포츠 컴플렉스, 마이애미, 미국 | 프랭클린 필드, 필라델피아, 미국 | 드레이크 스타디움, 로스앤젤레스, 미국 |
| 2025 | 날짜             | 4월 4일~6일                       | 5월 2일~4일                          | 5월 30일 – 6월 1일              | 6월 27일~29일                         |

## 슬램 우승자들
키: (R) = Racer / (C) = Challenger

### 2025 시즌

#### 남자들
| 이벤트 카테고리 | 킹스턴                         | 마이애미                  | 필라델피아 | 로스앤젤레스 | 올해의 레이서 |
| --------------- | ------------------------------ | ------------------------- | ---------- | ------------ | ------------- |
| 짧은 스프린트   | Kenny Bednarek (USA) (R)       |                           | 미정       | 미정         | 미정          |
| 짧은 허들       | Sasha Zhoya (FRA) (R)          |                           | 미정       | 미정         | 미정          |
| 긴 스프린트     | Matthew Hudson-Smith (GBR) (R) | Jereem Richards (TTO) (R) | 미정       | 미정         | 미정          |
| 긴 허들         | Alison dos Santos (BRA) (R)    |                           | 미정       | 미정         | 미정          |
| 단거리          | Emmanuel Wanyonyi (KEN) (C)    | Josh Kerr (GBR) (R)       | 미정       | 미정         | 미정          |
| 장거리          | Grant Fisher (USA) (R)         |                           | 미정       | 미정         | 미정          |

#### 여성
| 이벤트 카테고리 | 킹스턴                              | 마이애미                           | 필라델피아 | 로스앤젤레스 | 올해의 레이서 |
| --------------- | ----------------------------------- | ---------------------------------- | ---------- | ------------ | ------------- |
| 짧은 스프린트   | Melissa Jefferson-Wooden (USA) (R)  | Melissa Jefferson-Wooden (USA) (R) | 미정       | 미정         | 미정          |
| 짧은 허들       | Danielle Williams (JAM) (C)         | Ackera Nugent (JAM) (R)            | 미정       | 미정         | 미정          |
| 긴 스프린트     | Gabrielle Thomas (USA) (R)          |                                    | 미정       | 미정         | 미정          |
| 긴 허들         | Sydney McLaughlin-Levrone (USA) (R) |                                    | 미정       | 미정         | 미정          |
| 단거리          | Diribe Welteji (ETH) (R)            |                                    | 미정       | 미정         | 미정          |
| 장거리          | Ejgayehu Taye (ETH) (C)             |                                    | 미정       | 미정         | 미정          |

## 리그 기록
키: (R) = Racer / (C) = Challenger

### 남자들
| Event         | Record           | Athlete               | Nation            | Date           | Slam          | Ref   |
| ------------- | ---------------- | --------------------- | ----------------- | -------------- | ------------- | ----- |
| 100 m         | 10.07 (−1.3 m/s) | Kenny Bednarek (R)    | 미국              | 2025년 4월 4일 | 2025 Kingston | [ 1 ] |
| 200 m         | 19.86 (+1.7 m/s) | Jereem Richards (R)   | 트리니다드 토바고 | 2025년 5월 2일 | 2025 Miami    |       |
| 400 m         | 43.98            | Jacory Patterson (C)  | 미국              | 2025년 5월 3일 | 2025 Miami    |       |
| 800 m         | 1:43.69          | Marco Arop (R)        | 캐나다            | 2025년 5월 3일 | 2025 Miami    |       |
| 1500 m        | 3:34.51          | Josh Kerr (R)         | 영국              | 2025년 5월 2일 | 2025 Miami    |       |
| 3000 m        | 7:51.55          | Hagos Gebrhiwet (R)   | 에티오피아        | 2025년 4월 6일 | 2025 Kingston | [ 1 ] |
| 5000 m        | 14:39.14         | Grant Fisher (R)      | 미국              | 2025년 4월 4일 | 2025 Kingston | [ 1 ] |
| 110 m hurdles | 13.29 (+1.4 m/s) | Trey Cunningham (C)   | 미국              | 2025년 5월 3일 | 2025 Miami    |       |
| 400 m hurdles | 47.61            | Alison dos Santos (R) | 브라질            | 2025년 4월 4일 | 2025 Kingston | [ 1 ] |

### 여성
| Event         | Record           | Athlete                       | Nation     | Date           | Slam          | Ref   |
| ------------- | ---------------- | ----------------------------- | ---------- | -------------- | ------------- | ----- |
| 100 m         | 11.09 (+0.9 m/s) | Ackera Nugent (R)             | 자메이카   | 2025년 5월 3일 | 2025 Miami    |       |
| 200 m         | 21.95 (+1.1 m/s) | Gabrielle Thomas (R)          | 미국       | 2025년 5월 3일 | 2025 Miami    |       |
| 400 m         | 48.67            | Salwa Eid Naser (R)           | 바레인     | 2025년 4월 5일 | 2025 Kingston | [ 1 ] |
| 800 m         | 1:58.23          | Nikki Hiltz (R)               | 미국       | 2025년 4월 4일 | 2025 Kingston | [ 1 ] |
| 1500 m        | 4:04.51          | Diribe Welteji (R)            | 에티오피아 | 2025년 4월 5일 | 2025 Kingston | [ 1 ] |
| 3000 m        | 8:28.42          | Ejgayehu Taye (C)             | 에티오피아 | 2025년 4월 4일 | 2025 Kingston | [ 1 ] |
| 5000 m        | 14:54.88         | Agnes Jebet Ngetich (R)       | 케냐       | 2025년 5월 2일 | 2025 Miami    |       |
| 100 m hurdles | 12.17 (+2.0 m/s) | Masai Russell (R)             | 미국       | 2025년 5월 2일 | 2025 Miami    |       |
| 400 m hurdles | 52.07            | Sydney McLaughlin-Levrone (R) | 미국       | 2025년 5월 3일 | 2025 Miami    |       |

## 노트
1. ↑  Points were originally announced in 2024 as 10, 8, 6, 5, 4, 3, 2, and 1, but by 2025 before the first Slam, the points system was changed to award 12 points to the winner instead of 10.[20][21]

## 참고문헌
1. 1 2 3 4 5 6 7  “Grand Slam Track Kingston - Results”. 《World Athletics》. 2025년 4월 5일에 확인함.
2. ↑  Jan, Paras (2024년 4월 25일). “Michael Johnson Secures $30 Million For A New Track And Field League”. 《Forbes》. 2024년 5월 2일에 확인함.
3. 1 2 3 4 5 6  “Details and Information About Grand Slam Track”. 《www.grandslamtrack.com》 (미국 영어). 2024년 9월 5일에 확인함.
4. ↑  Axon, Rachel (2024년 4월 23일). “Michael Johnson secures funds for new track league”. 《Sport Business Journal》. 2024년 5월 2일에 확인함.
5. 1 2  “Grand Slam Track | The new global league by legendary sprinter Michael Johnson”. 《www.grandslamtrack.com》 (영어). 2025년 3월 27일에 확인함.
6. ↑  Rashid Dar, Zahid (2024년 2월 27일). “Track Legend Michael Johnson Splurges $14 Million of Net Worth on Exclusive Project to Benefit Sport”. 《Essentially Sports》. 2024년 5월 2일에 확인함.
7. ↑  Jackson, Eric (2024년 2월 27일). “MICHAEL JOHNSON, WINNERS ALLIANCE TO CREATE FAN-FOCUSED TRACK LEAGUE”. 《Sportico.com》. 2024년 5월 2일에 확인함.
8. ↑  Hardy, Matt (2024년 2월 27일). “Michael Johnson to co-found professional track and field league”. 《City AM》. 2024년 5월 2일에 확인함.
9. ↑  “Grand Slam Track | The new global league by legendary sprinter Michael Johnson”. 《www.grandslamtrack.com》 (미국 영어). 2024년 9월 5일에 확인함.
10. ↑  Meyers, Christaline (2024년 5월 1일). “Olympic Legend Michael Johnson's $30 Million-Backed 'Unnamed' Track League Secures Support From Decorated American Athlete”. 《Essentially Sports》. 2024년 5월 2일에 확인함.
11. ↑  “World Champion Josh Kerr Confirmed For 2025 Grand Slam Track League” (미국 영어). 2024년 6월 28일. 2024년 6월 30일에 확인함.
12. ↑  Zeigler, Martyn (2024년 6월 27일). “lJosh Kerr signs up to Michael Johnson's new Grand Slam Track league”. 《The Times》. 2024년 6월 27일에 확인함.
13. ↑  “Champion hurdler Sydney McLaughlin-Levrone first to sign with 'Grand Slam Track'”. 《RTE》. 2024년 6월 18일. 2024년 6월 27일에 확인함.
14. ↑  Davern, John (2024년 9월 4일). “Cole Hocker and Yared Nuguse Sign With Grand Slam Track”. 《FloTrack》 (영어). 2024년 9월 5일에 확인함.
15. ↑  Dragon, Tyler. “Michael Johnson's Grand Slam Track adds two more Olympic medalists”. 《USA TODAY》 (미국 영어). 2024년 9월 12일에 확인함.
16. ↑  “SC: Jakob back on top, half on Sunday, Sha'carri fades, Blake beats Americans, Brussels Day 1”. LetsRun.com. 2024년 9월 13일.[깨진 링크(과거 내용 찾기)]
17. ↑  “Grand Slam Track Names Host Cities in U.S., Jamaica”. 《sportico.com》. 2024년 11월 15일. 2024년 12월 19일에 확인함.
18. ↑  “Massive Track and Field Snub as Noah Lyles and Sha'Carri Richardson Absent From Major Announcement”. 《essentiallysports.com》. 2024년 12월 19일. 2024년 12월 19일에 확인함.
19. ↑  “Grand Slam Track: All 30 athletes currently signed as Sha'Carri Richardson and Noah Lyles remain missing”. 《pulsesports.ng》. 2024년 10월 25일. 2024년 12월 19일에 확인함.
20. ↑  “What and who is behind the new Grand Slam Track League?”. 《Athletics Illustrated》. 2024년 10월 24일. 2025년 4월 2일에 확인함.
21. ↑  “What is Grand Slam Track? New athletics league explained”. 《radiotimes.com》. 2025년 4월 2일. 2025년 4월 2일에 확인함.
22. ↑  “GRAND SLAM TRACK™, FOUNDED BY FOUR-TIME OLYMPIC CHAMPION MICHAEL JOHNSON, ANNOUNCES MEDIA RIGHTS PARTNERSHIPS WITH THE CW NETWORK AND NBC SPORTS TO PRESENT ITS INAUGURAL SEASON”. 《NBC Sports Pressbox》. 2025년 2월 3일. 2025년 2월 3일에 확인함.
23. ↑  Sim, Josh (2024년 4월 24일). “Michael Johnson raises more than US$30m for new track league”. 《Sportsmedia.com》. 2024년 5월 2일에 확인함.